# ماركو دي فيتو
ماركو دي فيتو (بالإيطالية: Marco De Vito)‏ (14 يناير 1991 بإيطاليا - ) هو لاعب كرة قدم إيطالي في مركز الدفاع. لعب مع كييفو فيرونا ونادي ريجينا وNK Imotski ‏ ومارسالا كالتشيو وUS Folgore Caratese ASD ‏ وASD Villafranca ‏ ودوكلا بانسكا بيستريتسا ‏.

## وصلات خارجية
- ماركو دي فيتو على موقع قاعدة بيانات كرة القدم.إي يو (الإنجليزية)
- ماركو دي فيتو على موقع Soccerway.com (الإنجليزية)
- ماركو دي فيتو على موقع عالم كرة القدم.نت (الإنجليزية)